# Cronaca d'amore
Cronaca d'amore è un album del cantante Gianni Dei pubblicato nel 1997 dalla BMG.

## Tracce
1. Vorrei tu fossi qui (G. Dei, G. Remondini)
2. Cronaca d'amore (G. Dei, C. Malgioglio, S. English, R. Kerr)
3. Ora che vivo solo (G. Dei, C. Malgioglio, C. Rea)
4. Tacchi in su (G. Dei, C. Malgioglio, D. Bohlen)
5. Americana (G. Dei, R. e G. Onofri)
6. Anima (F. Gattuso, C. De Lorenzo, P. Diotti)
7. Quasi (G. Dei, M. Ferrini)
8. Nessuno è imbattibile (G. Dei, Rainis, P. D'Angiò)
9. Tu ci stai (G. Dei, C. Malgioglio, P. Buchanan)
10. Vivere (G. Dei, Galante, Palombi)